# 16 Dywizja Piechoty (Imperium Rosyjskie)
16 Dywizja Piechoty (ros. 16-я пехотная дивизия) – dywizja piechoty Imperium Rosyjskiego, w tym okresu I wojny światowej.

## Charakterystyka
Wchodziła w skład 6 Korpusu Armijnego, a jej sztab w 1914 mieścił się w Białymstoku. W tym czasie dywizja etatowo posiadała cztery pułki po cztery bataliony oraz brygadę artylerii polowej z 6 bateriami po 8 dział. Doświadczenie zdobyte podczas walk na frontach I wojny światowej  skutkowało zmianami organizacyjnymi. Zimą z 1916 na 1917 rozpoczęto reorganizację dywizji piechoty. Zredukowano liczbę batalionów z 16 do 12 i zmniejszono liczbę dział polowych na mniej aktywnych odcinkach frontu.

## Struktura organizacyjna
Organizacja w 1914
- 1 Brygada Piechoty (Białystok)
  - 61 Włodzimierski pułk piechoty (Osowiec-Twierdza)
  - 62 Suzdalski pułk piechoty (Hornostaje-Osada koło Moniek)
- 2 Brygada Piechoty (Białystok)
  - 63 Uglicki pułk piechoty (Sokółka)
  - 64 Kazański pułk piechoty (Białystok)
- 16 Brygada Artylerii (Wołkowysk)